# Gabi Buzek
Gabi Buzek, właśc. Gabriela Buzek-Garzyńska (ur. 29 listopada 1979 w Krakowie) – polska artystka sztuk wizualnych, malarka, fotografka, adiunkt na Wydziale Form Przemysłowych Akademii Sztuk Pięknych im. Jana Matejki w Krakowie. 
Pochodzi z rodziny o wielopokoleniowych tradycjach fotograficznych. Jej przodkowie, Helena i Zygmunt Garzyńscy, w 1918 roku otworzyli jedno z pierwszych atelier fotograficznych w Krakowie.

## Wykształcenie i kariera akademicka
Absolwentka Wydziału Grafiki i Wydziału Malarstwa Akademii Sztuk Pięknych im. Jana Matejki w Krakowie. Studiowała fotografię u prof. Zbigniewa Łagockiego, natomiast malarstwo u prof. Andrzeja Bednarczyka, prof. Jana Pamuły i Timothy App. 
W czasie studiów odbyła dwa staże stypendialne – w Fachhochshule Darmstadt (Niemcy) na Wydziale Projektowania Graficznego, ze specjalizacją z fotografii i w Maryland Institute College of Art w Baltimore (USA) studia w zakresie fotografii i malarstwa abstrakcyjnego. Pierwsza absolwentka Środowiskowych Studiów Doktoranckich na Wydziale Malarstwa Akademii Sztuk Pięknych im. Jana Matejki w Krakowie. W 2008 roku uzyskała stopień doktora sztuk plastycznych (promotor: prof. Jan Pamuła), a w 2019 roku został jej nadany stopień doktora habilitowanego.
Od 2008 do 2014 pracowała na stanowisku wykładowcy w pracowni fotografii na Wydziale Architektury i Sztuk Pięknych Krakowskiej Akademii im. Andrzeja Frycza Modrzewskiego.
Od 2012 r. pracuje w Katedrze Sztuk Wizualnych na Wydziale Form Przemysłowych Akademii Sztuk Pięknych w Krakowie, początkowo jako asystentka prof. Jana Pamuły, obecnie na stanowisku adiunkta, prowadząc przedmiot wprowadzenie do myślenia wizualnego.
Uprawia fotografię, malarstwo, tworzy kolaże, formy przestrzenne i multimedialne. Mieszka i pracuje w Krakowie.

## Wystawy
Brała udział w ponad 50 wystawach zbiorowych, zorganizowała 25 wystaw indywidualnych w Polsce i USA.
Prace w kolekcjach prywatnych: w Polsce, Niemczech, USA i Kanadzie oraz w zbirach Galerii Nova, Galerii Nota Bene, Sosnowieckiego Centrum Sztuki – Zamek Sielecki, Muzeum w Sosnowcu, Książnicy Cieszyńskiej, Milo Gallery w Nowym Jorku, Pałacu Sztuki w Krakowie.